# Mr. Magoo
J. Quincy Magoo, conocido como Mr. Magoo (también como Sr. Magoo y Don Cegatón), es un personaje ficticio de dibujos animados creado por la compañía United Productions of America (UPA) y protagonista de una serie de televisión transmitida originalmente entre los años 1949 y 1961, contó con 60 capítulos.

## Historia
El personaje, creado por el dibujante John Hubley, apareció por primera vez en el corto animado de 1949 titulado «Ragtime Bear», donde el protagonista era un oso y Mr. Magoo sólo un personaje secundario, pero que fue muy bien acogido por la audiencia. Ante el éxito, la productora decidió darle todo el protagonismo. Fue uno de los primeros personajes humanos en el mundo de la animación.

## Descripción
La serie describe a Mr. Magoo como un señor mayor de baja estatura, calvo, despistado, malhumorado y con una exagerada miopía, capaz de confundir una alcantarilla con la entrada del metro, o un semáforo con un guardia. Posee una considerable fortuna y sus más cercanos son su sobrino Waldo y su perro Mc Barker, que lo acompañan en sus aventuras.

## Personajes
- Mr. Quincy Magoo: Es el protagonista de la serie. Tiene 62 años. Es un anciano millonario, pero tiene muy poca vista, pues logra confundir objetos fácilmente. Siempre dice que toda su fortuna se la dejará a su sobrino Waldo, cuando muera. Es narigón y calvo pero muy cortés con las mujeres y jamás se quita su sombrero.
- Waldo Es el sobrino de Mr. Magoo. Tiene alrededor de 28 años. Acompaña a su tío a todas partes para que no se pierda. En la película Kung Fu Magoo igualmente tiene un sobrino pero esta vez de nombre Justin y a donde a diferencia de Waldo este vendría siendo un preadolescente de 12 años.
- Mc Barker Es un perro de más de 15 años, que siempre acompaña a los Magoo.
- Mama Magoo Es la madre de Magoo. Ya es una señora de avanzada edad, pero es muy despistada y divertida; le gusta ver carreras de coches.

## Éxito
Desde que apareció por primera vez en 1949, Mr. Quincy Magoo fue bajito, calvo y corto de vista. La base del humor de este hombre de nariz prominente fue, justamente, el ingenio que a lo largo de los años puso en juego para sortear dificultades varias. Pero jamás se daba por vencido. La compañía de electrodomésticos General Electric lo eligió como modelo para su campaña de lamparitas, bajo el eslogan "Ver es más fácil con lamparitas G.E., las mejores". Así, el hombrecito del saco largo fue ganando popularidad. En la TV tuvo sus especiales (en la cadena CBS), donde protagonizaba roles de personajes famosos de novelas clásicas. Fue Cyrano, Long John Silver, Rip Van Winkle y el Tío Sam, el rol que le permitió reírse y a la vez repasar la historia de los Estados Unidos. Magoo obtuvo dos Premios Oscar de la Academia por los episodios «When Magoo Flew» en 1955 y por «Magoo's Puddle Jumper» en 1956. En 1960 UPA comenzó a producir episodios para la televisión.

## Apariciones

### Cortos
- Ragtime Bear (John Hubley - 1949)
- Spellbound Hound (Hubley - 1950)
- Trouble Indemnity (Pete Burness, Hubley - 1950)
- Bungled Bungalow (Burness, Hubley - 1950)
- Barefaced Flatfoot (Hubley - 1951)
- Fuddy Duddy Buddy (Hubley - 1951)
- Grizzly Golfer (Burness - 1951)
- Sloppy Jalopy (Burness - 1952)
- The Dog Snatcher (Burness - 1952)
- Pink and Blue Blues (Burness - 1952)
- Hotsy Footsy (William Hurtz - 1952)
- Captains Outrageous (Burness - 1952)
- Safety Spin (1953)
- Magoo's Masterpiece (1953)
- Magoo Slept Here (1953)
- Magoo Goes Skiing (1954)
- Kangaroo Courting (1954)
- Destination Magoo (1954)
- When Magoo Flew (Burness - 1955)
- Magoo's Check-Up (1955)
- Magoo's Express (1955)
- Madcap Magoo (1955)
- Stage Door Magoo (1955)
- Magoo Makes News (1955)
- Magoo's Canine Mutiny (1956)
- Magoo Goes West (1956)
- Calling Dr. Magoo (1956)
- Magoo Beats the Heat (1956)
- Magoo's Puddle Jumper (1956)
- Trailblazer Magoo (1956)
- Magoo's Problem Child (1956)
- Meet Mother Magoo (1956)
- Magoo Goes Overboard (Burness - 1957)
- Matador Magoo (Burness - 1957)
- Magoo Breaks Par (Burness - 1957)
- Magoo's Glorious Fourth (Burness - 1957)
- Magoo's Masquerade (Rudy Larriva - 1957)
- Magoo Saves the Bank (Burness - 1957)
- Rock Hound Magoo (Burness - 1957)
- Magoo's Moose Hunt (Robert Cannon - 1957)
- Magoo's Private War (Rudy Larriva - 1957)
- Magoo's Young Manhood (Burness - 1958)
- Scoutmaster Magoo (Cannon - 1958)
- The Explosive Mr. Magoo (Burness - 1958)
- Magoo's Three-Point Landing (Burness - 1958)
- Magoo's Cruise (Larriva - 1958)
- Love Comes to Magoo (Tom McDonald - 1958)
- Gumshoe Magoo (Gil Turner - 1958)
- Bwana Magoo (McDonald - 1959)
- Magoo's Homecoming (Turner - 1959)
- Merry Minstrel Magoo (Larriva - 1959)
- Magoo's Lodge Brother (Larriva - 1959)
- Terror Faces Magoo (Chris Ishii - 1959)

### Películas
- 1001 Arabian Nights (película de 1959)
- Mister Magoo's Christmas Carol (película de 1962)
- Mr. Magoo (película de 1997)
- Kung Fu Magoo (película de 2010)

### Televisión
- The Famous Adventures of Mr. Magoo (televisión de 1964 al 1965)
- Mr. Magoo (televisión 2019 hasta la fecha)

### Cómics
- Gerald McBoing Boing and the Nearsighted Mr. Magoo (Dell - 1952)
- Mister Magoo (Dell - 1961)

### Otras
- True Colors (película de 1991): John esta viendo la TV, pero hizo su breve a Mr. Magoo.
- En Robot Chicken: El episodio titulado Bionic Cow (de 2008), Mr. Magoo busca a una cirugía y conoce el Dragón y el otro episodio de la misma serie (de 2015), Mr. Magoo esta en Japón y mata unos nippones con Katanas y hace una referencia a Kill Bill de Quentin Tarantino.
- En Family Guy: El episodio titulado We Love You, Conrad (de 2009), Mr. Magoo conduce por borracho por Lindsay Lohan.
- En Hawthorne: El episodio titulado The Match (2010), un niño está viendo los dibujos animados en lugar de los días de gloria de un jugador de baloncesto
- En 2012, Mr. Magoo hizo un cameo en el comercial titulado "Everyone" de Metlife.

## Retransmisión
La serie fue retransmitida en el Canal Boomerang del año 2001 al año 2005 de lunes a viernes a las 7:00 a. m.